# Route régionale 22 (Tunisie)
Pour les articles homonymes, voir Route 22.
La route régionale 22 ou RR22 est un axe routier secondaire de Tunisie qui relie, à Tunis, la rue de la République à la route nationale 1 et à l'autoroute A1.